# Huchavvanahalli, Hiriyur
Huchavvanahalli là một làng thuộc tehsil Hiriyur, huyện Chitradurga, bang Karnataka, Ấn Độ.